# Струга Банска
Струга Банска је насељено мјесто у општини Двор, у Банији, Сисачко-мославачка жупанија, Република Хрватска.

## Историја
Струга Банска се од распада Југославије до августа 1995. године налазила у Републици Српској Крајини.

## Становништво
На попису становништва 2011. године, Струга Банска је имала 115 становника.
| Националност       | 1991. | 1981. | 1971. | 1961. |
| Хрвати             | 239   |       |       |       |
| Срби               | 8     |       |       |       |
| Југословени        |       |       |       |       |
| остали и непознато | 7     |       |       |       |
| Укупно             | 254   | 278   | 290   | 297   |

| Демографија | Демографија | Демографија |
| Година      | Становника  | Становника  |
| ----------- | ----------- | ----------- |
| 1961.       | 297         |             |
| 1971.       | 290         |             |
| 1981.       | 278         |             |
| 1991.       | 254         |             |
| 2001.       | 161         |             |
| 2011.       |             | 115         |

## Попис1991.
На попису становништва 1991. године, насељено место Струга Банска је имало 254 становника, следећег националног састава:
| Попис 1991.‍  | Попис 1991.‍  | Попис 1991.‍ | Попис 1991.‍ | Попис 1991.‍ |
| ------------ | ------------ | ----------- | ----------- | ----------- |
|              |              |             |             |             |
| Хрвати       | Хрвати       |             | 239         | 94,09%      |
| Срби         | Срби         |             | 8           | 3,14%       |
| неопредељени | неопредељени |             | 1           | 0,39%       |
| непознато    | непознато    |             | 6           | 2,36%       |
| укупно: 254  |              |             |             |             |